# Scoparia praedensa
Scoparia praedensa là một loài thực vật có hoa trong họ Mã đề. Loài này được (R.E. Fr.) Botta & Cabrera miêu tả khoa học đầu tiên năm 1993.